# Stephanie Romanov

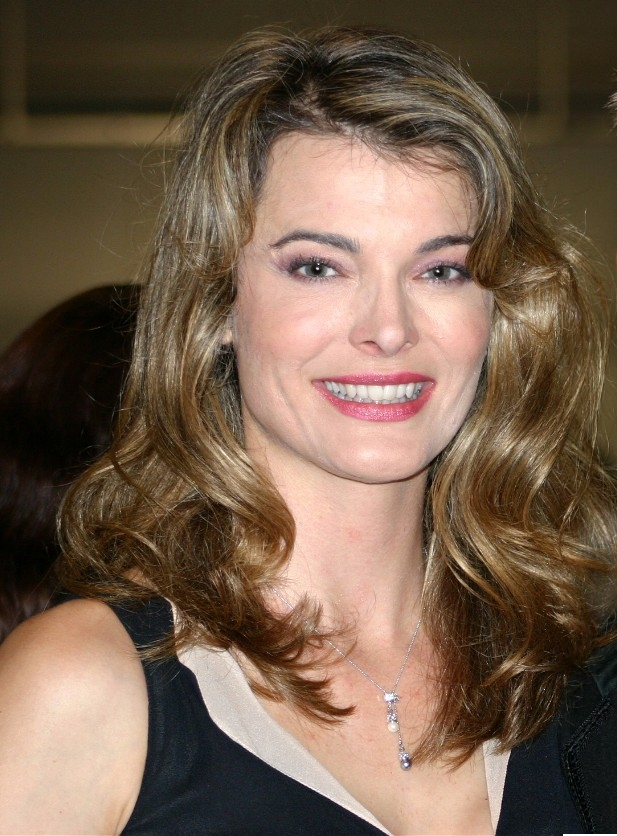
Stephanie Romanov (2004)

Stephanie Romanov (* 24. Januar 1969 in Las Vegas, Nevada) ist ein US-amerikanisches Model und Schauspielerin.

## Leben
Im Alter von 15 Jahren wurde sie von der Agentur Elite Modeling gecastet und arbeitete anfangs in Europa. Hier stand sie für Modeaufnahmen in Frankreich und Italien vor der Kamera. Später ging sie nach New York und professionalisierte ihre Modelarbeit. Sie wurde für Vanity Fair, French Vogue und Elle fotografiert.
Etwa 1993 beschloss sie, das Modeling hinter sich zu lassen und eine Karriere als Schauspielerin zu beginnen. Ihre Premiere vor der TV-Kamera hatte sie in Aaron Spellings Beverly Hills, 90210 Spinoff Models Inc. Es folgten Gastrollen in verschiedenen Serien. Ihre bekannteste Rolle ist die der „bösen“ Anwältin Lilah Morgan in dem Buffy Ableger Angel – Jäger der Finsternis, für die sie in 36 Folgen vor die Kamera trat. Daneben trat sie in verschiedenen Filmen auf.
Im Dezember 2001 heiratete sie den Filmproduzenten Nick Wechsler in Kambodscha. Am 1. Juni 2005 wurde ihre gemeinsame Tochter geboren.

## Filmografie (Auswahl)
- 1994: Melrose Place (Fernsehserie, 2 Folgen)
- 1994–1995: Models Inc. (Fernsehserie, 29 Folgen)
- 1996: Agent 00 – Mit der Lizenz zum Totlachen (Spy Hard)
- 1996: Terror im Computer (Menno’s Mind)
- 1997: Allein gegen die Zukunft (Early Edition, Fernsehserie, Folge 2x07)
- 1997: Cadillac
- 1998: Alexandria Hotel
- 1999: Dark Spiral
- 1999, 2001: Seven Days – Das Tor zur Zeit (Seven Days, Fernsehserie, 2 Folgen)
- 2000: Sunset Strip
- 2000: Thirteen Days
- 2000–2003: Angel – Jäger der Finsternis (Angel, Fernsehserie, 35 Folgen)
- 2004: The Final Cut – Dein Tod ist erst der Anfang (The Final Cut)
- 2004: Tricks
- 2010: Last Night
- 2012: Slumber Party Slaughter